# Andrey Lavrentyevich Getman
Andrey Lavrentyevich Getman (tiếng Nga: Андрей Лаврентьевич Гетман; 5 tháng 10 (lịch cũ 22 tháng 9) năm 1903 - 8 tháng 4 năm 1987), hay Andriy Lavretiyovych Hetman (tiếng Ukraina: Андрій Лаврентійович Гетьман), là một chỉ huy quân sự Liên Xô, hàm Đại tướng (13 tháng 4 năm 1964) và Anh hùng Liên Xô (7 tháng 5 năm 1965).

## Thiếu thời
Andrey Getman sinh ngày 5 tháng 10 năm 1903 tại làng Klepaly thuộc Tỉnh bang Kursk trong một gia đình nông dân. Sau khi tốt nghiệp một trường học ở nông thôn, ông làm công nhân trong một nhà máy đường và tại nhà ga xe lửa Vorozhba.

## Binh nghiệp

### Trước chiến tranh
Tháng 10 năm 1924, Getman gia nhập Hồng quân. Năm 1927, ông tốt nghiệp trường Chỉ huy Đỏ (VUTSIK), sau đó trở thành chỉ huy trung đội của Trung đoàn Súng trường 130 thuộc Sư đoàn Súng trường 44 trong tháng 9. Cùng năm, ông gia nhập Đảng Cộng sản Liên Xô. Ông được thăng cấp trở thành đại đội trưởng cùng trung đoàn. Tháng 5 năm 1929, Getman trở thành trợ lý trưởng phòng 1 tham mưu của sư đoàn và là người đứng đầu Nhà Zhytomyr của Hồng quân. Tháng 3 năm 1930, ông trở thành chỉ huy của các khóa học tại Trường Chỉ huy Đỏ. Từ tháng 10 năm 1931 đến tháng 2 năm 1933, Getman là trưởng trường trung đoàn của Trung đoàn súng trường Krivoy Rog thuộc Sư đoàn súng trường lãnh thổ Krivoy Rog.
Tháng 2 năm 1933, Getman được cử đi học tại Học viện Quân sự Cơ giới hóa của Hồng quân. Ông được thăng Thượng úy năm 1935. Năm 1937, ông tốt nghiệp Học viện Cơ giới và Cơ giới Hồng quân với quân hàm Đại úy. Tháng 6 năm 1937, ông trở thành trưởng phòng 5 tham mưu Quân đoàn cơ giới 7 của Quân khu Zabaikal. Tháng 2 năm 1938, Getman trở thành quyền chỉ huy kiêm tham mưu trưởng Lữ đoàn cơ giới 31 sau khi được thăng cấp Thiếu tá. Tháng 8, ông chỉ huy lữ đoàn trong Chiến dịch hồ Khasan. Hè năm 1939, ông đã chiến đấu trong Chiến dịch Khalkhin-Gol. Trong các trận đánh ở đồi Remizov, ông đã cho thấy khả năng lãnh đạo của mình. Tháng 9 năm 1939, Getman trở thành trợ lý chỉ huy của Lữ đoàn Cơ giới 2 và được thăng cấp Trung tá vào ngày 8 tháng 10 năm 1940. Ông được chuyển sang chỉ huy Lữ đoàn xe tăng hạng nhẹ độc lập 45, được thăng cấp Đại tá vào ngày 9 tháng 12. Ngày 11 tháng 3 năm 1941, ông được bổ nhiệm giữ chức vụ chỉ huy Sư đoàn xe tăng 27. Getman trở thành tham mưu trưởng Quân đoàn cơ giới 30 vào ngày 26 tháng 3.

### Chiến tranh Vệ quốc vĩ đại
Tháng 9, Getman được bổ nhiệm làm chỉ huy Sư đoàn xe tăng 112, được điều động từ Zabaikal để chiến đấu bảo vệ Moskva. Sư đoàn đã nổi bật trong trận chiến Moskva và thất bại của quân Đức gần Tula. Sư đoàn đã hoạt động trong khu vực Serpukhov cùng với Tập đoàn quân 49 và sau đó được phân vào cụm tác chiến của Pavel Belov và chiến đấu cùng Quân đoàn súng trường cận vệ số 1 bảo vệ Kashira, phản công chống lại các đơn vị của Heinz Guderian. Sư đoàn sau đó được chuyển sang hỗ trợ cho Tập đoàn quân 50, nơi quân Đức gần như đã bao vây Tula. Sư đoàn phản công các đơn vị xe tăng Đức và liên kết với Trung đoàn súng trường 999 của Sư đoàn súng trường 258, mở đường cao tốc Tula-Moskva. Getman đẩy mạnh sư đoàn của mình về phía trước và đánh bại các đơn vị Đức tại nhà ga Revyakino vào ngày 7 tháng 12, mở ra tuyến đường sắt Moskva-Tula. Ngày 8 tháng 12, sư đoàn chính thức được chuyển giao cho Tập đoàn quân 50 và tham gia đánh chiếm Yasnaya Polyana. Sư đoàn trở thành một phần của tập đoàn quân cơ động 50 dưới sự chỉ huy của Vasily Popov. Quân đoàn 112 đã chiến đấu trong cuộc đột kích vào Kaluga và giúp chiếm được thành phố vào ngày 30 tháng 12.
Getman trở thành tư lệnh của Quân đoàn xe tăng 6 vào tháng 4 năm 1942. Ngày 30 tháng 5, ông được thăng quân hàm Thiếu tướng. Trong suốt mùa hè, quân đoàn đã chiến đấu trong Trận Rzhev. Ông chỉ huy quân đoàn trong Trận Vòng cung Kursk vào tháng 7 năm 1943. Getman được thăng cấp Trung tướng vào ngày 21 tháng 8. Do các thành tích tại Kursk, quân đoàn được đổi thành Quân đoàn xe tăng cận vệ 11 vào tháng 10 năm 1943. Getman trực tiếp chỉ huy lữ đoàn cảnh vệ trong Chiến dịch tấn công Zhitomir–Berdichev, Korsun-Shevchenkovsky, Proskurov-Chernivtsi và Lvov – Sandomierz. Tháng 8 năm 1944, ông được thăng chức Phó Tư lệnh Tập đoàn quân xe tăng Cận vệ 1. Trên cương vị này, Getman đã tham gia Chiến dịch Wisla-Oder, Đông Pomerania và Berlin.

### Sau chiến tranh
Tháng 7 năm 1945, Getman trở thành phó chỉ huy trưởng lực lượng thiết giáp và cơ giới của Quân khu Ural. Một năm sau, ông được thăng lên chức vụ chỉ huy trưởng. Tháng 11, ông được chuyển sang vị trí chỉ huy trưởng lực lượng thiết giáp và cơ giới thuộc Quân khu Zakavkaz. Tháng 1 năm 1949, ông trở thành tham mưu trưởng kiêm phó tư lệnh lực lượng thiết giáp và cơ giới quân đội Liên Xô. Ngày 3 tháng 8 năm 1953, ông được thăng cấp Thượng tướng. Tháng 4 năm 1956, Getman trở thành chỉ huy của Tập đoàn quân cơ giới độc lập, đến tháng 6 năm 1957 trở thành Tập đoàn quân hợp thành độc lập 1. Ông được chuyển sang chỉ huy Quân khu Carpat vào tháng 4 năm 1958. Cùng năm đó, ông được bầu làm Phó chủ tịch Xô viết Tối cao Liên Xô khóa V và được bầu lại vào chức vụ này ở khóa 8 vào năm 1974. Getman trở thành ủy viên dự khuyết Ban Chấp hành Trung ương Đảng Cộng sản Liên Xô vào năm 1961. Ông được thăng quân hàm Đại tướng vào ngày 13 tháng 4 năm 1964.
Tháng 6, Getman trở thành chủ tịch ủy ban trung ương DOSAAF. Ngày 7 tháng 5 năm 1965, Getman được trao tặng danh hiệu Anh hùng Liên Xô và Huân chương Lenin nhân kỷ niệm 20 năm kết thúc Thế chiến thứ hai. Ông đã phát triển các tiêu chuẩn về thể lực của DOSAAF và thực hiện chúng vào năm 1966.
Tháng 1 năm 1972, Getman trở thành thanh tra viên của Đoàn Tổng thanh tra Bộ Quốc phòng, đồng nghĩa với việc ông được nghỉ hưu tại ngũ. Ông sống ở Moskva và qua đời ngày 8 tháng 4 năm 1987. Getman được chôn cất tại Nghĩa trang Novodevichy.

## Giải thưởng quân sự
- Bốn Huân chương Lenin
- Sáu Huân chương Cờ đỏ
- Huân chương Suvorov hạng Nhì
- Huân chương Bodgan Khmel'nitskii hạng Nhì
- Huân chương Sao Đỏ

và một số huân chương nước ngoài.

## Lược sử quân hàm
- Thượng úy (13.01.1936);
- Đại úy (7.06.1937);
- Thiếu tá (9.02.1938);
- Trung tá (8.10.1940);
- Đại tá (9.12.1940);
- Thiếu tướng xe tăng (30.05.1942);
- Trung tướng xe tăng (21.08.1943);
- Thượng tướng xe tăng (3.08.1953);
- Đại tướng (13.04.1964).

## Đời tư
Getman kết hôn với Olga Ivanovna, người đã mất năm 1972 và làm việc như một bác sĩ. Ông có một cô con gái, Elvina, sinh năm 1932. Con trai của Getman là Anatoly sinh năm 1938 và mất năm 1967.